# Ochojnikowate
Ochojnikowate (Adelgidae) – rodzina niewielkich, jajorodnych owadów zaliczana do mszyc.
Ochojnikowate żerują wyłącznie na drzewach iglastych. W zależności od gatunku mają tylko jedną roślinę żywicielską, albo w trakcie rozwoju zmieniają żywiciela. Zimują larwy.

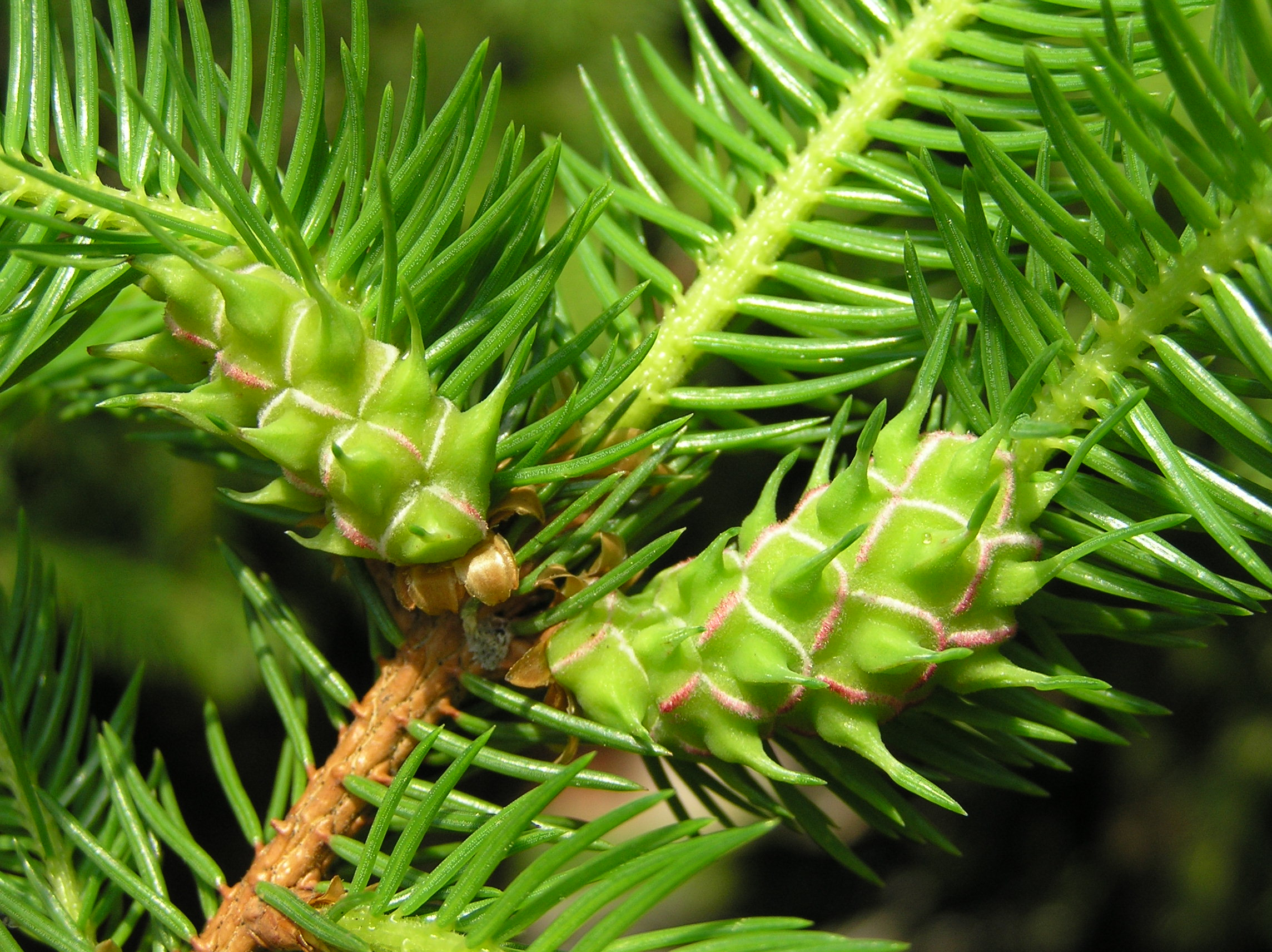
Galasy ochojnika świerkowo-modrzewiowego (Adelges laricis)